# Sega Mega Drive Ultimate Collection
Sega Mega Drive Ultimate Collection, conocido también en los Estados Unidos como Sonic's Ultimate Genesis Collection, es un videojuego disponible para las consolas Xbox 360 y PlayStation 3. Fue puesto a la venta a nivel mundial en febrero de 2009. Se trata de una recopilación de más de 40 juegos de la consola de 16 bits Mega Drive de Sega, aunque también se añadieron varios juegos arcade clásicos adicionales. La emulación corrió a cargo de Backbone Entertainment y fue publicado y distribuido por Sega. Todos los juegos fueron optimizados para soportar 1080p.

## Lista de juegos recopilados
- De Sega Mega Drive:
  - Alex Kidd in the Enchanted Castle
  - Alien Storm
  - Altered Beast
  - Bonanza Bros.
  - Columns
  - Comix Zone
  - Decap Attack
  - Dr. Robotnik's Mean Bean Machine
  - Dynamite Headdy
  - Ecco the Dolphin
  - Ecco: The Tides of Time
  - ESWAT: City under Siege
  - Fatal Labyrinth
  - Flicky
  - Gain Ground
  - Golden Axe
  - Golden Axe II
  - Golden Axe III
  - Kid Chameleon
  - Phantasy Star II
  - Phantasy Star III: Generations of Doom
  - Phantasy Star IV: The End of the Millennium
  - Ristar
  - Shining Force
  - Shining Force II
  - Shining in the Darkness
  - Shinobi III: Return of the Ninja Master
  - Sonic the Hedgehog
  - Sonic the Hedgehog 2
  - Sonic the Hedgehog 3
  - Sonic & Knuckles
  - Sonic 3D Blast
  - Sonic Spinball
  - Story of Thor (Beyond Oasis)
  - Streets of Rage
  - Streets of Rage 2
  - Streets of Rage 3
  - Super Thunder Blade
  - Vectorman
  - Vectorman 2

- De Sega Master System y Arcade:
  - Golden Axe Warrior
  - Phantasy Star
  - Shinobi
  - Alien Syndrome
  - Altered Beast (arcade)
  - Congo Bongo
  - Space Harrier
  - Fantasy Zone
  - Zaxxon

Estos nueve juegos adicionales están bloqueados en principio. El jugador debe cumplir ciertos objetivos en los juegos iniciales para desbloquearlos. En el mismo menú de selección de juegos aparecen descritas estas condiciones.

## Extras
Aparte de los nueve juegos de Sega Master System y Arcade, también se incluyeron entrevistas a varios miembros programadores de Sega. Además, tanto en Xbox 360 como en PlayStation 3 se incluyeron logros y trofeos.